# برج ننه نادر
برج ننه نادر که به آرامگاه مادر نادرشاه هم مشهور است، یک بنای تاریخی مربوط به دوران اسلامی (تیموری و صفوی) است که در کنار یکی از قلعه‌های تاریخی شهرستان لارستان به‌نام قلعه اژدهاپیکر واقع شده‌است.
این بنا دارای دیوارهایی در ابعاد ۴٫۵ در ۴٫۵ متر است و شکل بنا نیز مربعی‌شکل می‌باشد. برج ننه نادرشاه افشار بر بالای یک تپه واقع شده‌است و ارتفاع عمارت آن از سطح زمین ۹ متر است. این بنا ساختمانی است که از سنگ و گچ ساخته شده و گنبدی نیز بر فراز آن قرار دارد. دیواره خارجی ساختمان مربع شکل ۸ متر در ۸ متر می‌باشد. کل ارتفاع ساختمان نیز ۹ متر است. در این بنا سفال‌های فراوانی از دوره تیموری یافت شده‌است.این اثر در تاریخ ۲/۸/۱۳۸۲ با شماره ۱۰۵۰۴ در فهرست آثار ملی به ثبت رسیده‌است.
براساس یک داستان تاریخی، این برج با تاریخی که احتمالا یک پرستش‌گاه بوده است، به قبر مادر نادرشاه افشار مشهور شده است.

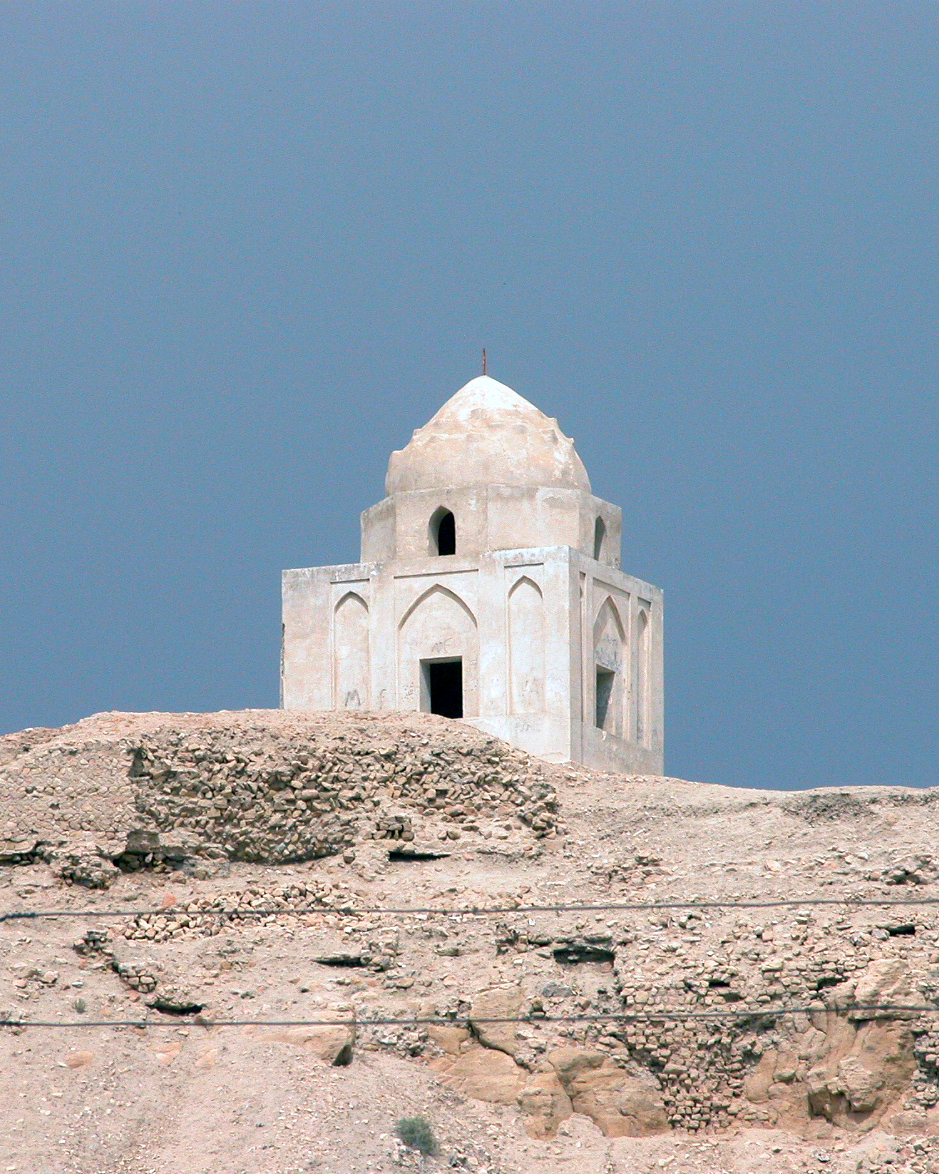
تصویر آرامگاه مادر نادر از سوی بازار لار

## پیوندها
قلعه اژدها پیکر
لارستان